# 続守言
続 守言（しょく しゅげん、生没年不詳）は、7世紀後半（飛鳥時代後期）に唐から倭（日本）へ帰化した渡来人。持統朝の音博士。

## 略歴
660年、唐によって百済が滅亡したが、百済遺臣の鬼室福信らは国家再興のため反乱を起こし、唐人の続守言らを捕えた。鬼室福信らは倭国に対し、人質となっていた百済王子余豊璋の帰国と、軍事支援を求めた。倭国はこれに応じて豊璋を送り出し、福信はその交換として続守言らを倭に送ったという。『日本書紀』は続守言らの来日（来倭）時期について660年、661年、663年の三説を併記している。彼ら俘虜100余名は近江国に住まわされ、その後美濃国不破・方県両郡に移された。
続守言はその後、同じく渡来唐人であった薩弘恪とともに朝廷に仕え、持統天皇3年（689年）には稲を賜り、同5年（691年）9月には銀20両を賜っている。3年の記事には「大唐」とあるのみだが、5年の記事には続守言・薩弘恪は音博士であったと記されている。これは儒教の経書を読む際に、当時の唐語（漢音）による音読法を教えるための役職であった（詳細は音道を参照）。翌年12月にも「音博士」として水田4町を賜っている。このほか、飛鳥浄御原令の選定や、国史の編纂事業にも関わったと考えられている（後述）。没年は不明であるが、文武4年（700年）の大宝律令の選定奉勅者に薩弘恪の名前があるのに続守言の名は無いこと、国史編纂に関わっていたにもかかわらず続守言自身の来倭記事に不確定な記述があることから、持統6年（692年）12月14日から700年6月17日までの間に引退もしくは死亡したものとみられる。

## 日本書紀著作者の一人か
言語学者の森博達は、持統朝に編纂された日本初の正史『日本書紀』について、音韻・真仮名の用字・文法・語彙などを精査し、正格調の漢文で書かれ倭習の少ないα群（巻14雄略紀から19欽明紀、巻24皇極紀から27天智紀）と、表記や文法に強い倭習が認められるβ群（巻1神代上から13允恭・安康紀、巻22推古紀から23舒明紀）に分けて分析。α群の著作者について、当時の唐の音韻を正確に把握している一方で倭の習俗・語法を理解できていない部分が多く認められることから、これらが渡来唐人一世によって書かれた可能性が高いとし、具体的な作者を続守言・薩弘恪と推定している。上記の持統6年の水田4町賜与も書紀述作の功労と思われる。さらにα群の中でも巻14から巻19までと、巻24から巻27までは担当者が異なる形跡があり、後者の巻26にある続守言本人の来倭記事に自身が別伝を附することはあり得ないため、巻14から巻19までを続守言、巻24から巻27までを薩弘恪が執筆したとしている。

## 日本の国号に関与か
また『新唐書』日本伝によると、倭王の總持（持統天皇か）は夏音（漢音）を習って「倭」の国名は良くないとして「日本」と改めたという。この記事が正しければ、続守言らは国号の変更にも直接的に関与したことになる。また通説と異なり天武天皇は国号変更に直接には関与していないことになる。『万葉集』巻1で690年に阿閇皇女が詠んだ35番の歌では「やまと」は「倭」と記されているが、692年に石上麻呂が詠んだ44番の歌では初めて「日本」と記されている。